# 青のなかで
「青のなかで」（あおのなかで）は、いきものがかりの楽曲。自身の11作目の配信シングルとしてソニー・ミュージックレーベルズ / エピックレコードジャパンからダウンロード配信で2024年3月28日に発売された。

## 概要
前作より約11ヶ月ぶりのシングル。
アサヒ飲料『三ツ矢サイダー』テーマソング。
本作のリリース日に行われた『一緒なら、もっと楽しいLIVE配信イベント「三ツ矢の日×いきものがかり カンパイトーク＆ライブ」』にて初披露された。

## 収録曲
| 全作詞・作曲: 水野良樹。 |                |          |            |            |      |
| #                        | タイトル       | 作詞     | 作曲・編曲 | 編曲       | 時間 |
| 1.                       | 「青のなかで」 | 水野良樹 | 水野良樹   | 松本ジュン | 3:46 |

## 参加ミュージシャン
- いきものがかり
  - 吉岡聖恵：ボーカル
  - 水野良樹：ギター